# Aeropuerto de Coiba
El aeropuerto de Coiba (identificador de ubicación: PA-0024) es un aeródromo público panameño que sirve a la isla Coiba y el parque nacional Coiba, isla en el Pacífico ubicado dentro de la provincia de Veraguas.
El parque nacional es un sitio de Patrimonio de la Humanidad Mundial así que el aeropuerto recibe vuelos de avionetas de turistas. El tiempo de vuelo entre Coiba y la Ciudad de Panamá son de 25 minutos.

## Acceso y transporte
El aeropuerto está localizado en la costa oriental de la isla y está rodeado por una espesa vegetación. Al sur de la pista se encuentra un muelle que provee servicio de transbordadores a Puerto Mutis que conecta por carretera con la ciudad de Santiago de Veraguas y el resto de la red vial nacional de carreteras.

## Información técnica
El aeródromo tiene una pista de aterrizaje de grava que mide 1.050 metros en longitud. Los despegues y aproximaciones desde el sur son sobre el agua del Pacífico.